# Josua Arnd
Josua Arnd (né le 9 septembre 1626 à Güstrow - mort le 5 avril 1687 dans la même ville) est un ministre du culte luthérien et écrivain allemand.

## Biographie
Né à Güstrow, le 9 septembre 1626, il succéda, en 1655, à son frère Christian Arnd dans la chaire de logique à Rostock, fut ensuite aumônier du duc de Mecklembourg, Gustave-Adolphe, et meurt le 5 avril 1685, après avoir publié un grand nombre d’ouvrages de philosophie, d’histoire et de controverse. La plupart sont indiqués dans les Mémoires de Niceron, t. 43.

## Œuvres
- Lexicon antiquitatum ecclesiasticarum, Greifswald, 1667, 1669, in-4° ;
- Genealogia Scaligerorum, Copenhague, 1648 ;
- Trutina Statuum Europæ ducis de Rohan, imprimé plusieurs fois, et à Güstrow, en 1665, in-8° ;
- Laniena Sabaudica, Rostock, 1655, in-4° ;
- Exercit. de Claudii Salmasii erroribus in theologia ; Witeb., 1651, in-4° ;
- Observat. ad Franc. Vavassoris librum de forma Christi, Rostock, 1666, in-8° ;
- des poésies latines, etc. ;
- une traduction en latin de l’Histoire de Wallenslein, écrite en italien par Gualdo Priorato, avec des notes, ibid., 1669. Josua Arnd était très-versé dans l’histoire de la Guerre de Trente Ans.

## Sources
- « Arnd (Josué) », dans Louis-Gabriel Michaud, Biographie universelle ancienne et moderne : histoire par ordre alphabétique de la vie publique et privée de tous les hommes avec la collaboration de plus de 300 savants et littérateurs français ou étrangers, 2e édition, 1843-1865 [détail de l’édition]